# Lucy Gutteridge
Lucy Karima Gutteridge est une actrice britannique née le 28 novembre 1956 à Lewisham en Londres.

## Biographie
Lucy Gutteridge est la fille aînée de Bernard Hugh Gutteridge et Nabila Farah Karima Halim. Sa mère est elle-même la fille du prince Muhammad Said Bey Halim d'Égypte. Lucy Gutteridge est une descendante de Méhémet Ali, considéré comme le fondateur de l'Égypte moderne, et donc une cousine éloignée de Farouk Ier d'Égypte, dernier roi d'Égypte.
En 1982, elle est sélectionnée pour le Golden Globe de la meilleure actrice dans un feuilleton ou un téléfilm pour son rôle dans le téléfilm Little Gloria ... Happy at Last où elle interprète le rôle de Gloria Morgan Vanderbilt, la mère de la jeune héritière Gloria Vanderbilt.
Elle habite sur l'Île de Wight.

## Filmographie
- 1978 : Betzi : Betzi
- 1978 : The Greek Tycoon : Mia
- 1978 : La Couronne du diable (The Devil's Crown) (série télévisée) : Alys à l'âge de 16 ans (5 épisodes)
- 1979 : BBC2 Playhouse (série télévisée) (épisode "Sweet Wine of Youth")
- 1980 : Hammer House of Horror (série télévisée) : Lolly (épisode "Rude Awakening")
- 1980 : Love in a Cold Climate (feuilleton TV) : Linda
- 1980 : Bizarre, bizarre (Tales of the Unexpected) (série télévisée)
  - 1980 : Josie (épisode Skin, VF : Signé Soutine)
  - 1983 : Molly (épisode The Wrong 'Un)
  - 1988 : Soroya (épisode Finger of Suspicion, VF : Histoire de mains)
- 1982 : The Seven Dials Mystery (téléfilm) : Lorraine Wade
- 1982 : Little Gloria ... Happy at Last (téléfilm) : Gloria Morgan Vanderbilt
- 1982 : The Life and Adventures of Nicholas Nickleby (feuilleton TV) : Milliner / Sprouter / Jeune fiancée / Miss Ledrook / Madeline Bray
- 1983 : Play of the Month (série télévisée) : Sophie Fullgarney (épisode "The Gay Lord Quex")
- 1984 : Top secret ! des ZAZ : Hillary Flammond
- 1984 : A Christmas Carol (téléfilm) : Belle
- 1985 : Arthur the King (téléfilm) : Niniane
- 1985 : Hitler's S.S. : Portrait in Evil (téléfilm) : Mitzi Templer, la chanteuse du night-club
- 1987 : Le Voyageur (The Hitchhiker) (série télévisée) : Jackie Dresser (épisode 4.8 "In the Name of Love")
- 1987 : The Secret Garden (téléfilm) : Mme Lennox
- 1987 : The Trouble with Spies : Mona
- 1988 : Les Windsor, la force d'un amour (The Woman He Loved) (téléfilm) : Thelma
- 1989 : Till We Meet Again (feuilleton TV) : Eve de Lancel
- 1990 : Tusks : Micah Hill
- 1993 : Grief : Paula